# Powiat de Przasnysz
Le powiat de Przasnysz (polonais : powiat przasnyski) est un powiat (district) de la voïvodie de Mazovie, dans le centre-est de la Pologne.
Elle est née le 1er janvier 1999, à la suite des réformes polonaises de gouvernement local passées en 1998. 
Le siège administratif du powiat est la ville de Przasnysz et qui se trouve à 90 kilomètres au nord de Varsovie, capitale de la Pologne. Il y a une autre ville dans le powiat : Chorzele, située à 26 kilomètres au nord de Przasnysz.
Le district couvre une superficie de 1 217.82 kilomètres carrés. En 2006, sa population totale est de 52 948 habitants, avec une population pour la ville de Przasnysz de 17 069 habitants, pour la ville de Chorzele de 2 783 habitants et une population rurale de 33 096 habitants.

## Powiaty voisines
La Powiat de Przasnysz est bordée des powiaty de: 
- Szczytno au nord
- Ostrołęka à l'est
- Maków au sud-est
- Ciechanów au sud-ouest
- Mława à l'ouest
- Nidzica au nord-ouest

## Division administrative
Le powiat comprend 7 communes :
- 1 commune urbaine : Przasnysz ;

Carte du powiat

- 1 commune urbaine-rurale : Chorzele.
- 5 communes rurales :  Czernice Borowe, Jednorożec, Krasne, Krzynowłoga Mała et Przasnysz ;

| Gmina                                                   | Type         | Superficie (km²) | Population (2006) | Siège            |
| Przasnysz                                               | urbain       | 25,2             | 17 069            |                  |
| Gmina Chorzele                                          | urbain-rural | 371,5            | 10 117            | Chorzele         |
| Gmina Jednorożec                                        | rural        | 231,6            | 7 192             | Jednorożec       |
| Gmina Przasnysz                                         | rural        | 183,9            | 7 165             | Przasnysz *      |
| Gmina Czernice Borowe                                   | rural        | 120,3            | 4 029             | Czernice Borowe  |
| Gmina Krasne                                            | rural        | 100,9            | 3 841             | Krasne           |
| Gmina Krzynowłoga Mała                                  | rural        | 184,4            | 3 535             | Krzynowłoga Mała |
| * Le siège ne fait pas partie du territoire de la gmina |              |                  |                   |                  |

## Démographie
Données du 30 juin 2005:
| Description | Total  | Total | Femmes | Femmes | Hommes | Hommes |
| ----------- | ------ | ----- | ------ | ------ | ------ | ------ |
| Unité       | Nombre | %     | Nombre | %      | Nombre | %      |
| Population  | 53 168 | 100   | 26 663 | 50,15  | 26 505 | 49,85  |
| Urbain      | 19 861 | 37,36 | 10 283 | 19,34  | 9 578  | 18,01  |
| Rural       | 33 307 | 62,64 | 16 380 | 30,81  | 16 927 | 31,84  |

## Histoire
De 1975 à 1998, les différents gminy du powiat actuelle appartenaient administrativement à la Voïvodie d'Ostrołęka.